# إليسا بالسامو
إليسا بالسامو (بالإيطالية: Elisa Balsamo)‏ مواليد 12 أغسطس 1983 في إيطاليا، هي لاعبة كرة مضرب إيطالية بدأت مسيرتها كمحترفة سنة 2001 تلعب باليد اليمنى. أعلى تصنيف لها في الفردي كان المركز الـ 329 في سنة 2008. أعلى تصنيف لها في الزوجي كان المركز الـ 307 في سنة 2008.

## النهائيات

### الفردي النهائي: 7 (5-2)
| الحصيلة | الرقم | التاريخ        | الدورة                     | الأرضية | المنافس           | النتيجة      |
| ------- | ----- | -------------- | -------------------------- | ------- | ----------------- | ------------ |
| الوصافة | 1.    | 6 أبريل 2003   | نابولي، إيطاليا            | ترابية  | مارييل هوغلاند    | 2-6 5-7      |
| الفوز   | 2.    | 18 فبراير 2007 | مايوركا، إسبانيا           | ترابية  | ميشيل غارادس      | 6-1 1-6 6-4  |
| الفوز   | 3.    | 4 يونيو 2007   | البرتغال                   | صلبة    | ميلاني غلوريا     | 6-3 7-5      |
| الوصافة | 4.    | 17 يونيو 2007  | مونتيمور-أو-نوفو، البرتغال | صلبة    | تارا إيير         | 4-6 6-7(5–7) |
| الفوز   | 5.    | 3 مارس 2008    | ساباديل، إسبانيا           | ترابية  | إستيفانيا كراكيون | 6-3 7-5      |
| الفوز   | 6.    | 17 أكتوبر 2009 | سيتيمو سان بيترو، إيطاليا  | ترابية  | ستيفانيا تشيبا    | 6-4 6-1      |
| الفوز   | 7.    | 7 مارس 2010    | مدريد، إسبانيا             | ترابية  | ألكسندرا كادانتو  | 6-1 6-4      |

## روابط خارجية
- إليسا بالسامو على موقع رابطة محترفات التنس (الإنجليزية)
- إليسا بالسامو على موقع الاتحاد الدولي لكرة المضرب (الإنجليزية)